# Kalinje
Kalinje je naseljeno mjesto u Republici Hrvatskoj u Zagrebačkoj županiji. 

## Zemljopis
Administrativno je u sastavu grada Svetog Ivana Zeline. Naselje se proteže na površini od 3,32 km². 

## Stanovništvo
Prema popisu stanovništva iz 2001. godine u Kalinju žive 243 stanovnika i to u 78 kućanstava. Gustoća naseljenosti iznosi 73,19 st./km².
| broj stanovnika | 169   | 211   | 244   | 272   | 297   | 382   | 381   | 402   | 399   | 375   | 317   | 153   | 252   | 222   | 243   | 236   | 256   |
|                 | 1857. | 1869. | 1880. | 1890. | 1900. | 1910. | 1921. | 1931. | 1948. | 1953. | 1961. | 1971. | 1981. | 1991. | 2001. | 2011. | 2021. |

## Znamenitosti
- Crkva sv. Duha